# Bisztranagyvölgy
Bisztranagyvölgy románul: Valea Bistrei, falu Romániában, a Bánságban, Krassó-Szörény megyében.

## Fekvése
Karánsebestől északkeletre, a Hátszegi út mellett fekvő település.

## Története
Bisztranagyvölgy nevét 1501-ben említette először oklevél Valemare néven.
1578-ban  Nagypatak, 1769-ben Valiamare, 1808-ban Valliamáre, Váleamáre, 1888-ban Valeamare (Valyamare), 1913-ban Bisztranagyvölgy néven említették.
A trianoni békeszerződés előtt Krassó-Szörény vármegye Karánsebesi járásához tartozott.
1910-ben 510 lakosából 5 magyar, 504 görög keleti ortodox román volt.